# 銀色大亨
是一部1976年的美國劇情電影，由伊力·卡山執導，劇本由哈羅德·品特改編自法蘭西斯·史考特·費茲傑羅的小說《最後的大亨》。主演是羅拔·迪尼路、東尼·寇蒂斯、羅拔·米湛、積·尼高遜、當奴·派辛斯、珍妮·摩露、泰瑞莎·羅素和Ingrid Boulting。

## 演員
- 羅拔·迪尼路 飾 Monroe Stahr
- 東尼·寇蒂斯 飾 Rodriguez
- 羅拔·米湛 飾 Pat Brady
- 珍妮·摩露 飾 Didi
- 積·尼高遜 飾 Brimmer
- 當奴·派辛斯 飾 Boxley
- 雷·米倫 飾 Fleishacker
- 達納·安德魯斯 飾 Red Ridingwood
- Ingrid Boulting（英语：Ingrid Boulting） 飾 Kathleen Moore
- 彼得·史特勞斯（英语：Peter Strauss） 飾 Wylie
- 泰瑞莎·羅素（英语：Theresa Russell） 飾 Cecilia Brady
- Tige Andrews（英语：Tige Andrews） 飾 Popolos
- 摩根·法利（英语：Morgan Farley） 飾 Marcus
- 約翰·卡拉定（英语：John Carradine） 飾 導遊
- 傑夫·科瑞（英语：Jeff Corey） 飾 醫生
- Diane Shalet（英语：Diane Shalet） 飾 Stahr的秘書
- 西摩·卡塞爾（英语：Seymour Cassel） 飾 海豹馴獸師
- 安潔莉卡·休士頓 飾 Edna

## 外部連結
- 互联网电影数据库（IMDb）上《The Last Tycoon》的资料（英文）
- TCM电影资料库上《The Last Tycoon》的资料（英文）
- AllMovie上《The Last Tycoon》的资料（英文）
- 爛番茄上《The Last Tycoon》的資料（英文）
- Box Office Mojo上《銀色大亨》的資料（英文）